# Esta balada que te dou
Chansons représentant le Portugal au Concours Eurovision de la chanson
Bem bom
(1982) Silêncio e tanta gente
(1984)
Esta balada que te dou (en français Cette ballade je te la donne) est la chanson représentant le Portugal au Concours Eurovision de la chanson 1983. Elle est interprétée par Armando Gama.

## Eurovision
La finale nationale de la sélection portugaise a lieu le 5 mars 1983. La chanson gagnante est choisie par les votes de 22 jurys régionaux.
La chanson est la dix-septième de la soirée, suivant Hai interprétée par Ofra Haza pour Israël et précédant Hurricane interprétée par Westend pour l'Autriche.
La chanson obtient 33 points et finit treizième des vingt participants.

### Points attribués au Portugal
| 12 points | 10 points | 8 points | 7 points                 | 6 points            |
| --------- | --------- | -------- | ------------------------ | ------------------- |
|           |           |          | - Luxembourg             | - Pays-Bas - Suisse |
| 5 points  | 4 points  | 3 points | 2 points                 | 1 point             |
| - Espagne | - France  |          | - Finlande - Yougoslavie | - Suède             |

## Ventes
La chanson sort dans 17 pays, elle est numéro un en Belgique. Au Portugal, le single se vend à 80 000 exemplaires.

## Reprises
En 2011, João Portugal fait une reprise diffusée dans le feuilleton portugais Anjo Meu sur TVI ; en 2021 elle est publiée dans les plateformes numériques.